# شیلهک اینشوشینک
شیلهاک اینشوشیناک یا شیلهک-این شوشینک اول (Shilhak-inshushinak I) یکی از شاهان ایلامی در دورهٔ شهرنشینی ایلامیان، چهارمین پادشاه سلالهٔ شوتروکی ها و از پسران شوتروک-نهونت اول بود. او در سال ۱۱۶۵ پیش از میلاد، به شاهی ایلام رسید و پس از آن به تجهیز سپاه پرداخت و تا ناحیه دیاله نفوذ پیدا کرد و به کرکوک رسید و بابل را محاصره نمود و به غنایم زیادی دست یافت. در میان این غنایم، لوح سنگی نارامسین و قانون حمورابی به معبد شوش تقدیم شد و سپس همهٔ دره دجله و ساحل خلیج فارس و رشته‌کوه زاگرس زیر سلطهٔ او درآمد و همهٔ ایران غربی متحد شد و نخستین شاهنشاهی در تسلط ایلام تشکیل گردید. شیلهاک اینشوشیناک در سال ۱۱۵۱ قبل از میلاد، در اوج شکوه و قدرت درگذشت.